# Luhy (Potůčky)
Luhy (německy Jungenhengst) jsou zaniklá vesnice v Krušných horách v okrese Karlovy Vary. Ležela v údolí řeky Černé asi 3,5 kilometru jihovýchodně od Potůčků. Zanikla vysídlením v padesátých letech dvacátého století.

## Název
Německé slovo Hengst znamená hřebec a je základem názvů několika míst v okolí. Odvozeno bylo buď z názvu hory nebo z příjmení nějakého usedlíka. V historických pramenech se objevuje ve tvarech Hengst (1579), Jungerhengst (1785), Jungenhengst (1847) a Junghengst (1854).

## Historie
První písemná zmínka o vesnici je z roku 1579.

## Obyvatelstvo
Při sčítání lidu v roce 1921 zde žilo 151 obyvatel (z toho 65 mužů), z nichž byli dva Čechoslováci, 146 Němců a tři cizinci. Kromě dvou evangelíků se hlásili k římskokatolické církvi. Podle sčítání lidu z roku 1930 měla vesnice 180 obyvatel: deset Čechoslováků, 167 Němců a tři cizince. S výjimkou jedno evangelíka a jednoho člena církve československé byli římskými katolíky.
|           | 1869 | 1880 | 1890 | 1900 | 1910 | 1921 | 1930 | 1950 |
| --------- | ---- | ---- | ---- | ---- | ---- | ---- | ---- | ---- |
| Obyvatelé | 143  | 169  | 213  | 154  | 175  | 151  | 180  | 26   |
| Domy      | 22   | 23   | 24   | 26   | 24   | 27   | 30   | 29   |